# Picard (Insel)
Picard Island (auch: Ile Picard, West Island) ist eine Insel der Republik der Seychellen im Atoll Aldabra. Picard ist flächenmäßig die drittgrößte Insel und durch die Forschungsstation Aldabra Research Station (La Gigi) die Hauptinsel des Atolls.

## Geographie
Die Insel liegt im äußersten Nordwesten des Atolls. Pointe dans Nord ist der westlichste Punkt des Atolls.
Von der Insel Grand Terre im Süden und den anderen kleinen Inseln Ilot Parc, Ilot Emili u. a. ist die Insel durch den Passe Femme getrennt. Am südwestlichen Ende (West Point Flagstaff, Pointe Passe Femme) befindet sich auch die Forschungsstation.
Von Polymnieli im Osten trennt sie der Grand Passe. Der Südöstlichste Punkt ist Point Tanguin weit im Innern der Lagune.

## Welterbe
1982 wurde Aldabra von der UNESCO zum Weltnaturerbe erklärt. Berühmt sind vor allem die Aldabra-Riesenschildkröten (Aldabrachelys gigantea). Auf dem Aldabra-Atoll wurden 97 Vogelarten bestimmt, darunter neben vielen Seevögeln auch 13 Landvogelarten wie die Weißkehlralle (Dryolimnas cuvieri aldabranus), der Malegassen-Nektarvogel (Cinnyris sovimanga), der endemische Aldabradrongo (Dicrurus aldabranus) und der Seychellenweber (Foudia sechellarum), sowie bis zu seinem Aussterben der endemische Aldabrabuschsänger (Nesillas aldabranus). Auch der selten gewordene Dickschnabelreiher brütet hier. Die Aldabra-Schnecke war seit 1997 verschollen, wurde jedoch 2014 bei einer Bestandsaufnahme wiedergefunden. Aldabra ist bis auf wenige Menschen, die zum Schutze des Atolls dort leben, unbewohnt.
Es ist möglich, von vorbeifahrenden Kreuzfahrtschiffen aus Tagesausflüge zu unternehmen. Außerdem bieten einige wenige Seychellen-Spezialanbieter Kabinen- und Vollcharters von der Hauptinsel der Seychellen, Mahé, nach Aldabra an.